# Katedrála svatého Jakuba (Riga)
Katedrála svatého Jakuba (lotyšsky Svētā Jēkaba katedrāle, německy Jakobskirche) se nachází v Rize, hlavním městě Lotyšska, a je katedrálním kostelem římskokatolické rižské arcidiecéze. Je to jeden ze čtyř největších chrámů v Rize.

## Historie
Kostel svatého Jakuba se poprvé připomíná k roku 1225; působily v něm různé katolické řády. V 15. století k němu byla přistavěna Kaple svatého Kříže. Po vítězství reformace v Rize v roce 1522 kostel získali protestanti (luteránští evangelíci). Když obsadila Rigu v roce 1582 vojska polského krále Štěpána Báthoryho, byl kostel na určitý čas opět přidělen římskokatolické církvi. Stal se kostelem jezuitským. Tento stav trval do roku 1621, kdy byla Riga obsazena švédskými vojsky Gustava Adolfa II. Tehdy byl kostel dán do správy opět evangelické církvi, a to až do roku 1923. Nově vzniklý lotyšský stát prodal kostel římskokatolické církvi a kostel se stal katedrálním chrámem a symbolem lotyšského katolicismu.

## Architektura
Kostel byl postaven v pozdně románském architektonickém slohu. Jeho věž má výšku 86 metrů a je jednou z dominant lotyšské metropole. Hlavní oltář pochází z dob švédské nadvlády z roku 1680 a je zde jeden z nejstarších barokních oltářů na území Lotyšska. Vitráže jsou novější a pocházejí z roku 1902.